# Републикански път III-181
Републикански път IIІ-181 е третокласен път, част от републиканската пътна мрежа на България, на територията на област София и Софийска област. Дължината му е 33,4 км.
Пътят започва от 52,5-и км на Републикански път II-18 (Околовръстният път на София) при пресичането му с бул. „Св. Климент Охридски“ в квартал „Малинова долина“. Пътят се изкачва на юг между планините Витоша на запад и Плана на изток, преминава през селата Бистрица и Железница и достига седловината Ярема (1290 м). От там стръмно се спуска към село Ковачевци, слиза в западната част на Самоковската котловина, минава през село Поповяне и на 2,4 км след него достига до Републикански път III-627 при неговия 14,0-ти км.
| Пътища, отклоняващи се надясно (населено място, № на пътя, посока на пътя)     | Км   | Пътища, отклоняващи се наляво (посока на пътя, № на пътя, населено място)       |
| ------------------------------------------------------------------------------ | ---- | ------------------------------------------------------------------------------- |
| Столична община, Област София II-18, 52,5 км ← I-1, 262,4 км ← I-6, 114,8 км → | 0,0  | ← 52,5 км, II-18, Област София, Столична община ← 262,4 км, I-1 → 114,8 км, I-6 |
| (от кв. Симеоново) общински път, с. Бистрица →                                 | 5    | ← с. Бистрица, общински път (от с. Панчарево)                                   |
| с. Железница                                                                   | 12,9 | с. Железница                                                                    |
|                                                                                | 15,1 | → общински път (за с. Плана)                                                    |
| Община Самоков, Софийска област                                                | 19,4 | Софийска област, Община Самоков                                                 |
| (за с. Ярлово) общински път, с. Ковачевци ←                                    | 27,3 | с. Ковачевци                                                                    |
| с. Поповяне                                                                    | 30,5 | с. Поповяне                                                                     |
| III-627, 14 км ←                                                               | 33,4 | ← 14 км, III-627                                                                |